# Клод Фролло
Клод Фролло — вигаданий персонаж і головний антагоніст роману Віктора Гюго «Собор Паризької Богоматері» 1831 року. Він алхімік і інтелектуал, а також католицький священник.

## Історія життя
Клод Фролло — благочестивий, надзвичайно розумний чоловік, який осиротів разом зі своїм молодшим братом, коли їхні батьки померли від чуми. Батьки готували його до духовної місії, дбали про освіту. Хлопчика навчили читати латиною, відправили в коледж, далі — до університету. Він багато часу проводив над требником і лексиконом. Герой був дуже здібним, швидко засвоював знання, вчився старанно. Ось тільки зростав дуже сумним і тихим. Він став архідияконом, має невеликий прибуток, більша частина якого йде на фінансування хворого брата.
Під час свята у Нотр-Дамі Клод Фролло рятує деформовану дитину, яку він знаходить покинутою у яслах. Він всиновлює хлопчика, називає його «Квазімодо», виховує його як сина та навчає його жестової мови. Квазімодо став дзвонарем собору і оглух від гучних дзвонів собору.
Фролло також має сильні пристрасті, які спалахують у ньому під час його контакту з 16-річною Есмеральдою. Усе це призводить до йошо загибелі. Клод Фролло не зміг протистояти почуттям. Есмеральда не сприймає його залицяння. Фролло наказує Квазімодо викрасти дівчину, навіть ігнорує Квазімодо, коли того публічно принижують за злочин. Коли Фролло дізнається, що Есмеральда закохана у Феба, він підглядає за їхньою зустріччю.
Фролло полишає Париж у гарячці, не підозрюючи, що Квазімодо врятував її від шибениці. Коли він повертається до новини про те, що Есмеральда досі жива, він починає ревнувати Квазімодо так само як і Феба. Розгніваний і принижений Фролло вирішує позбутися Есмеральди, віддавши її владі.

## Характеристика героя
Образ Клода Фролло в романі Віктора Гюго «Собор Паризької Богоматері» є складним та багатогранним. Він — поважний учений, вивчає кілька мов, право, медицину, науку та теологію. Однак він захоплюється алхімією, що змушує жителів міста поширювати чутки, що він чаклун. Він також фаталіст і сторониться жінок. Це приклад жорстокої людини, яка здатна на страшні вчинки.

## Адаптації
- Горбань із Нотр-Дам (фільм 1956) (у якому його зіграв Моріс Сарфаті).
- Собор Паризької Богоматері, фільм 1977 року]] (у якому його зіграв Девід Рінтул).
- Горбань із Нотр-Дам (мюзикл) (у якому його зіграв Лукас Коулман / Джеремі Столле).